# 예니 할
예니 할(네덜란드어: Jenny Gal)로 잘 알려진 예니퍼르 에바 카롤리너 할(네덜란드어: Jennifer Eva Caroline Gal, 1969년 11월 2일~)은 네덜란드와 이탈리아의 유도 선수, 지도자이다. 올림픽에 3회 참가했고 1996년 하계 올림픽에서 여자 하프미들급 동메달을 획득했다. 또한 세계 선수권 대회에서 은메달 1개, 유럽 선수권 대회에서 금메달 1개, 은메달 1개, 동메달 3개를 획득했다.

## 개인사
이탈리아의 유도 선수인 조르조 비스마라와 결혼했으며 결혼 후 이탈리아 국적을 취득했다.